# Batalla de El Rosario
La Batalla de El Rosario tuvo lugar el 21 de marzo de 1865 durante la Segunda Intervención Francesa en México. El general nayarita Manuel Lozada intentaba unirse a las fuerzas imperialistas, por lo que el general republicano Corona intentó cortarle el camino, emfrentándose dura batalla, que al final no evitó la unión imperial entre Lozada y Maximiliano.  